# Volební obvod Werdenberg
Volební obvod Werdenberg (německy Wahlkreis Werdenberg) je jedním z 8 volebních obvodů v kantonu St. Gallen ve Švýcarsku, které vznikly podle nové ústavy kantonu St. Gallen z 10. června 2001. Tyto volební obvody již neplní žádné úkoly kantonální správy. Nachází se v údolí Alpského Rýna a tvoří jeho region, zvaný Werdenberg.
Volební obvod Werdenberg je totožný s bývalým okresem Werdenberg, pojmenovaným podle středověkého města Werdenberg a hradu Werdenberg u jezera Werdenbergersee.

## Seznam obcí
| Znak       | Název obce | Počet obyvatel (31. 12. 2023) | Rozloha (km²) | Hustota zalidnění (obyv./km²) |
| ---------- | ---------- | ----------------------------- | ------------- | ----------------------------- |
| Buchs      | Buchs      | 13 931                        | 15,95         | 873                           |
| Gams       | Gams       | 3711                          | 22,27         | 167                           |
| Grabs      | Grabs      | 7402                          | 54,65         | 135                           |
| Sennwald   | Sennwald   | 6269                          | 41,56         | 151                           |
| Sevelen    | Sevelen    | 5392                          | 30,33         | 178                           |
| Wartau     | Wartau     | 5496                          | 41,75         | 132                           |
| Celkem (6) | Celkem (6) | 42 201                        | 206,51        | 204                           |